# Mario Ciceri
Mario Ciceri (Veduggio con Colzano, 8 settembre 1900 – Vimercate, 4 aprile 1945) è stato un presbitero italiano, venerato come beato dalla Chiesa cattolica.

## Biografia
Nacque l'8 settembre 1900 a Veduggio con Colzano, nell'arcidiocesi di Milano, quarto di sei figli di Luigi Ciceri e Colomba Vimercati. La famiglia di Mario era molto religiosa. Ricevette il sacramento della cresima nel maggio 1908, e due anni dopo fece la prima comunione.
All'età di 11 anni iniziò la sua educazione a Valnegra. Nel 1912 entrò nel seminario minore dell'arcidiocesi di Milano. Dopo la laurea, si iscrisse al seminario maggiore.
Il 14 giugno 1924 fu ordinato presbitero, nel duomo di Milano, dal cardinale Eugenio Tosi.
Dopo l'ordinazione sacerdotale fu nominato coadiutore della parrocchia di Sulbiate, dove rimase fino alla morte. Fondò l'Azione Cattolica in parrocchia, si occupò dell'oratorio, svolse attività pastorale tra i giovani e fu particolarmente sensibile ai poveri e agli ammalati.
Il 9 febbraio 1945, mentre tornava in bicicletta da Verderio Inferiore, dove stava confessando, a Sulbiate fu investito da un carretto il cui conducente non si fermò per soccorrerlo. Trovato poche ore dopo questo evento, fu trasportato all'ospedale di Vimercate, dove morì il 4 aprile 1945.

## Culto
Il 23 novembre 2020 papa Francesco ha firmato un decreto che approva un miracolo per sua intercessione, che ha aperto la strada alla sua beatificazione, avvenuta il 30 aprile 2022 a Milano insieme ad Armida Barelli.
La sua memoria liturgica si celebra il 14 giugno.
Il beato Mario Ciceri è venerato presso la chiesa di Sant'Antonino Martire a Brentana di Sulbiate.